# Ancient (bedrijf)
Ancient Corp. (株式会社エインシャント, Kabushiki-Gaisha Einshanto) is een Japans ontwikkelaar van computerspellen die werd opgericht op 1 april 1990. Het bedrijf werd mede-opgericht door muzikant Yuzo Koshiro en zijn moeder Tomo Koshiro. Zijn zus Ayano kwam ook in dienst als grafisch artiest.
Ancient is een letterlijke vertaling van Koshiro's achternaam uit het Japans naar het Engels.

## Geschiedenis
Yuzo Koshiro begon zijn loopbaan bij Nihon Falcom en startte hier op zijn achttiende jaar met het componeren van muziek voor computerspellen. Twee jaar later richtte hij Ancient op. Omdat hij geen startkapitaal had vroeg hij zijn moeder om hulp. Koshiro wilde het bedrijf klein beginnen en vroeg zijn familie als eerste werknemers. Zijn moeder regelde de algemene zaken, en zus Ayano deed de regie en het grafische deel.
Het eerste spel wat Ancient voor Sega ging produceren was Sonic the Hedgehog voor de Master System en Game Gear. Ondanks dat het spel minder goed verkocht dan de Mega Drive-versie, slaagde Ancient er wel in een constante stroom van computerspellen uit te brengen in opvolgende jaren. Veel bekende werken van Ancient zijn collaboraties met andere ontwikkelaars.
Ook richtte Koshiro zich op het produceren van computerspelmuziek voor titels als Ys en Streets of Rage. Hij bracht zijn muziek ook deels uit onder de Ancient-naam.

## Ontwikkelde spellen
- Sonic the Hedgehog - Game Gear, Master System, 1991
- Streets of Rage 2 - Sega Mega Drive, 1993
- ActRaiser 2 - Super NES, 1993
- Robotrek - Super NES, 1994
- Beyond Oasis - Sega Mega Drive, 1994
- The Legend of Oasis - Sega Saturn, 1996
- Vatlva - Sega Saturn, 1996
- Columns Arcade Collection - Sega Saturn, 1997
- Tamagotchi Pack - Sega Saturn, 1998
- Fox Junction - PlayStation, 1998
- Animetic Story Game 1: Card Captor Sakura - PlayStation, 1999
- Shenmue - Dreamcast, 1999
- Car Battler Joe - Game Boy Advance, 2001
- Amazing Island - GameCube, 2003
- Bobobo-bo Bo-bobo: Shuumare! Taikan Bo-bobo - PlayStation 2, 2004
- Bleach: Hanatareshi Yabou - PlayStation 2, 2005
- Ueki no Housoku - PlayStation 2, 2006
- Fusion Frenzy 2 - Xbox 360, 2006
- Katekyoo Hitman Reborn! Dream Hyper Battle! - PlayStation 2, 2007
- Katekyoo Hitman Reborn! Battle Arena - PlayStation Portable, 2008
- Katekyoo Hitman Reborn! Battle Arena 2 - PlayStation Portable, 2009
- Protect Me Knight - Xbox Live, 2010
- Puchi Puchi Time - iOS, 2010
- Gotta Protectors - Nintendo 3DS, 2016